# Carlo Francesco Pollarolo
Carlo Francesco Pollarolo (asi 1653 Brescia – 7. února 1723 Benátky) byl italský varhaník a hudební skladatel .

## Život
Málo je známo o Pollarolově mládí a jeho hudebním vzdělání. Pravděpodobně byl žákem svého otce Orazia Pollarolo († 1676), který byl varhaníkem v katedrále v Brescii a dómského kapelníka Pietra Pelliho. Od roku 1676 je uváděn jako varhaník katedrály a několika dalších kostelů v Brescii. 26. listopadu 1674 se oženil s Marií Angela Alliati v kostele sv. Nazaro Celso. Byl otcem tří dětí, z nichž nejmladší syn, Antonio Pollarolo, se také stal varhaníkem a operním skladatelem. První Pollarolova opera Venere travestita byla uvedena v Brescii roku 1678.
V roce 1689 se přestěhoval s rodinou do Benátek, kde se o rok později stal varhaníkem v bazilice svatého Marka a o dva roky později převzal funkci zástupce kapelníka. V Benátkách se jeho opery hrály s úspěchem v hlavních benátských divadlech. V roce 1694 se přihlásil ke konkurzu na místo maestra di cappella chrámu svatého Marka, ale byl o jediný hlas poražen Antoniem Biffim. O několik měsíců později opustil pozici zástupce kapelníka benátské baziliky ve prospěch svého syna Antonia a cele se věnoval komponování oper.
V roce 1696 se stal sbormistrem v jedné ze čtyř prestižních hudebních škol v Benátkách, v Ospedale degl'Incurabili. Pro tento ústav složil 12 oratorií.
Zemřel v roce 1722 a je pohřben v chrámu Santa Maria di Nazareth.

## Dílo
Složil 85 oper, 13 oratorií, varhanní sonáty, fugy a chrámové árie a kantáty. Jeho díla byla prováděna ve své době s velkým úspěchem i v Německu a Rakousku.

### Opery

Titulní strana opery Alboino in Italia

- Venere travestita (dramma per musica, libreto Giovanni Battista Bottalino, 1678, Brescia)
- Il Roderico (dramma per musica, libreto Giovanni Battista Bottalino, 1684, Brescia)
- I delirii per amore (dramma per musica, libreto Francesco Miliati, 1685, Brescia)
- Il demone amante, overo Giugurta (dramma per musica, libreto Matteo Noris, 1685, Benátky)
- Il Licurgo, overo Il cieco d'acuta vista (dramma per musica, libreto Matteo Noris, 1686, Benátky)
- La costanza gelosa negl'amori di Cefalo Procri (dramma per musica, 1688, Verona)
- Antonino e Pompeiano (dramma per musica, libreto Giacomo Francesco Bussani, 1689, Brescia)
- Alboino in Italia (dramma per musica, libreto Giulio Cesare Corradi, 1691, Benátky)
- Il moto delle stelle osservato da Cupido (serenata, 1691, Padova)
- La pace fra Tolomeo e Seleuco (dramma per musica, libreto Adriano Morselli, 1691, Benátky)
- Onorio in Řím (dramma per musica, libreto Giovanni Matteo Giannini, 1692, Benátky)
- Marc'Antonio (dramma per musica, libreto Matteo Noris, 1692, Janov)
- Iole, regina di Napoli (dramma per musica, libreto Giulio Cesare Corradi, 1692, Benátky)
- L'Ibraim sultano (dramma per musica, libreto Adriano Morselli, 1692, Benátky)
- La forza della virtù (dramma per musica, libreto Domenico David, 1699, Neapol)
- Gl'avvenimenti d'Erminia e di Clorinda (dramma per musica, libreto Giulio Cesare Corradi, 1693, Benátky)
- Amage, regina de' Sarmati (dramma per musica, libreto Giulio Cesare Corradi, 1693, Benátky)
- Ottone (tragedia per musica, libreto Girolamo Frigimelica Roberti, 1694, Benátky)
- La schiavitù fortunata (dramma per musica, libreto Fulgenzio Maria Gualazzi, 1694, Benátky)
- Irene (tragedia per musica, libreto Girolamo Frigimelica Roberti, 1694, Benátky)
- Alfonso primo (dramma per musica, 1694, Benátky)
- La Santa Genuinda, overo L'innocenza difesa dall'inganno (3° atto) (dramma sacro per musica, libreto Pietro Ottoboni, ve spolupráci s Lulierem a Alessandrem Scarlatti, 1694, Řím)
- Il pastore d'Anfriso (tragedia pastorale, libreto Girolamo Frigimelica Roberti, 1695, Benátky)
- La Falsirena (dramma per musica, libreto Rinaldo Calli, 1695, Ferrara)
- La Rosimonda (tragedia per musica, libreto Girolamo Frigimelica Roberti, 1695, Benátky)
- Ercole in cielo (tragedia per musica, libreto Girolamo Frigimelica Roberti, 1696, Benátky)
- Almansore in Alimena (dramma per musica, libreto Giovanni Matteo Giannini, 1696, Reggio Emilia)
- Gli inganni felici (dramma per musica, libreto Apostolo Zeno, 1696, Benátky)
- Amor e dovere (dramma per musica, libreto Domenico David, 1696, Benátky)
- Tito Manlio (dramma per musica, libreto Matteo Noris, 1696, Florencie)
- I reggi equivoci (dramma per musica, libreto Matteo Noris, 1697, Benátky)
- La forza d'amore (dramma per musica, libreto Lorenzo Burlini, 1697, Benátky)
- L'Oreste in Sparta (dramma per musica, libreto Pompeo Luchesi, 1697, Reggio Emilia)
- Circe abbandonata da Ulisse (dramma per musica, libreto Aurelio Aureli, 1697, Benátky)
- La clemenza d'Augusto (2° atto) (dramma per musica, libreto Carlo Sigismondo Caprese, ve spolupráci s Severo De Luca a Giovanni Bononcini, 1697, Řím)
- Marzio Coriolano (dramma per musica, libreto Matteo Noris] 1698, Benátky)
- L'enigma disciolto (favola pastorale, libreto Giovanni Battista Neri, 1698, Reggio Emilia; v Benátkách pod názvem Gli amici rivali, 1705)
- L'Ulisse sconosciuto in Itaca (dramma per musica, libreto Matteo Noris, 1698, Reggio Emilia)
- Il Faramondo (dramma per musica, libreto Apostolo Zeno, 1698, Benátky)
- Il ripudio d'Ottavia (dramma per musica, libreto Matteo Noris, 1699, Benátky)
- L'oracolo in sogno (3° atto) (dramma per musica, libreto Francesco Silvani, spolupráce Antonio Caldara a Antonio Quintavalle 1699, Mantova)
- Lucio Vero (dramma per musica, libreto Apostolo Zeno, 1699, Benátky)
- Il giudizio di Paride (intermezzo, 1699, Benátky)
- Il colore fa' la regina (dramma per musica, libreto Matteo Noris, 1700, Benátky)
- Il delirio comune per l'incostanza dei genii (dramma per musica, libreto Matteo Noris, 1700, Benátky)
- L'inganno di Chirone (melodramma, libreto Pietro D'Averara, 1700, Milán)
- Le pazzie degli amanti (dramma per musica, libreto Francesco Passarini, 1701, Vídeň)
- Catone Uticenze (dramma per musica, libreto Matteo Noris, 1701, Benátky)
- L'odio e l'amore (dramma per musica, libreto Matteo Noris, 1702, Benátky)
- Ascanio (dramma per musica, libreto Pietro D'Averara, 1702, Milano)
- Venceslao (dramma per musica, libreto Apostolo Zeno, 1703, Benátky)
- La fortuna per dote (tragicommedia, libreto Girolamo Frigimelica Roberti, 1704, Benátky)
- L'eroico amore (tragicommedia, libreto M. A. Gasparini, 1704, Bergamo)
- Il giorno di notte (dramma per musica, libreto Matteo Noris, 1704, Benátky)
- Il Dafni (tragedia satirica in musica, libreto Girolamo Frigimelica Roberti, 1705, Benátky)
- La fede ne' tradimenti (dramma per musica, libreto Girolamo Gigli, 1705, Benátky)
- Filippo, re della Grecia (dramma per musica, libreto Pietro Giorgio Barziza, 1706, Benátky)
- Flavio Bertarido, re dei Langobardi (dramma per musica, libreto Stefano Ghisi, 1706, Benátky)
- La fede riconosciuta (drama pastorale per musica, libreto Pasquaglio, 1707, Vicenza)
- La vendetta d'amore (pastorale per musica, 1707, Rovigo)
- L'Ergisto (dramma pastorale, libretto Francesco Passarini, 1708, Rovigo)
- Igene, regina di Sparta (dramma per musica, libreto Aurelio Aureli, 1708, Vicenza)
- Il falso Tiberino (dramma per musica, libreto Pietro Pariati a Apostolo Zeno, 1709, Benátky)
- La ninfa riconosciuta (melodramma pastorale, libreto Francesco Silvani, 1709, Vicenza)
- Il Costantino pio (dramma posto in musica, libreto Pietro Ottoboni, 1710, Řím)
- Amor per gelosia (favola pastorale, 1710, Řím)
- Engelberta, o La forza dell'innocenza (dramma per musica, 1711, Brescia)
- La Costanza in trionfo (dramma per musica, 1711, Brescia)
- Publio Cornelio Scipione (dramma per musica, libreto Agostino Piovene, 1712, Benátky)
- Peribea in Salamina (dramma per musica, 1712, Vicenza)
- L'infedeltà punita (dramma per musica, libreto Francesco Silvani, spolupráce Antonio Lotti 1712, Benátky)
- Spurio postumio (dramma per musica, libreto Agostino Piovene, 1712, Benátky)
- Eraclio (3° atto) (dramma per musica, libreto Pietro Antonio Bernardoni, spolupráce Francesco Gasparini 1712, Řím)
- Giulio Cesare nell'Egitto (dramma per musica, libreto Antonio Ottoboni, 1713, Řím)
- Semiramide (dramma per musica, libreto Francesco Silvani, 1714, Benátky)
- Marsia deluso (favola pastorale, libreto Agostino Piovene, 1714, Benátky)
- Il trionfo della costanza (dramma per musica, 1714, Vicenza)
- Tetide in Sciro (dramma per musica, libreto Carlo Sigismondo Capece, 1715, Vicenza)
- Il germanico (dramma per musica, libreto Pietro Giorgio Barziza, 1716, Benátky)
- Ariodante (dramma per musica, libreto Antonio Salvi, 1716, Benátky)
- L'innocenza riconosciuta (dramma per musica, libreto Tommaso Malipiero, 1717, Benátky)
- Farnace (dramma per musica, libreto Domenico Lalli, 1718, Benátky)
- Amore in gara col fasto (dramma per musica, libreto Francesco Silvani, 1718, Rovigo)
- Astinome (dramma per musica, libreto Domenico Ottavio Petrosellini, 1719, Řím)
- Il pescatore disingannato (epitalamio musicale, 1721, Benátky)
- L'Arminio (dramma per musica, libreto Francesco Salvi, 1722, Benátky)

### Oratoria
- La Fenice (Vídeň, 1693)
- Triumphus verae crucis (Benátky, 1703)
- Samson vindicatus (1706)
- Joseph in Aegypto (1707)
- Convito di Baldassar (Řím, 1708)
- Davidis de Goliath triumphus (Benátky, 1718)
- Jefte

### Chrámová hudba
- Magnificat a 8 voci, 4 violini e continuo
- Kyrie e gloria a 6 voci e orchestra
- 6 latinských a 1 italská kantáta
- 24 árií
- řada varhanních skladeb (sonáty, capriccia, fugy)